# معبد الشمس
معبد الشمس بناه الملك «لي وسر رع» وهو سادس ملوك الأسرة الخامسة الفرعونية في أبو صير، وهو أكمل معابد الشمس الباقية.

## وصف المعبد
يشتمل علي مبني ضخم يقوم فوق هضبة ويطل علي الوادي، حيث يتصل به طريق صاعد مكشوف لأشعة الشمس ينتهي عند المعبد الرئيسي الذي يتألف من بناء ضخم، يضم بهوًا رحبًا تغمره أشعة الشمس وتملأ أرجاءه. وتقوم فيه مسلة حجرية ضخمة ارتفاعها 36 متر، وتنتهي المسلة بقمة مدببة علي هيئة الهرم الصغير.
ومن أهم مميزات معبد الشمس الفناء الواسع، وخلوه من تماثيل الإله (الشمس)، ففي اعتقادهم أن إلههم واضح وموجود في السماء، ولا حاجة إلى إخفائه في تماثيل.